# هوائي

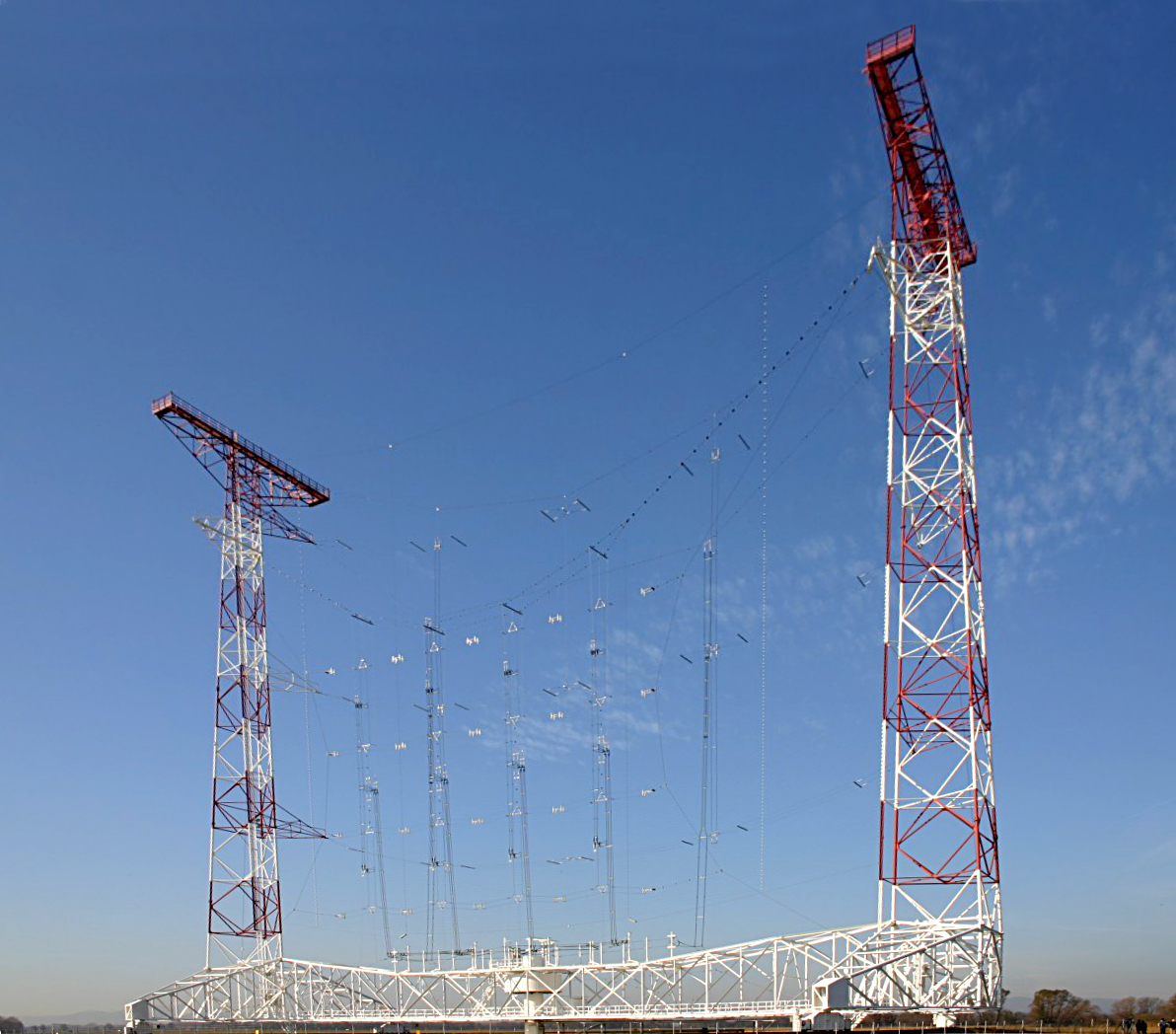
هوائي موجة قصيرة (موسبرن، النمسا)

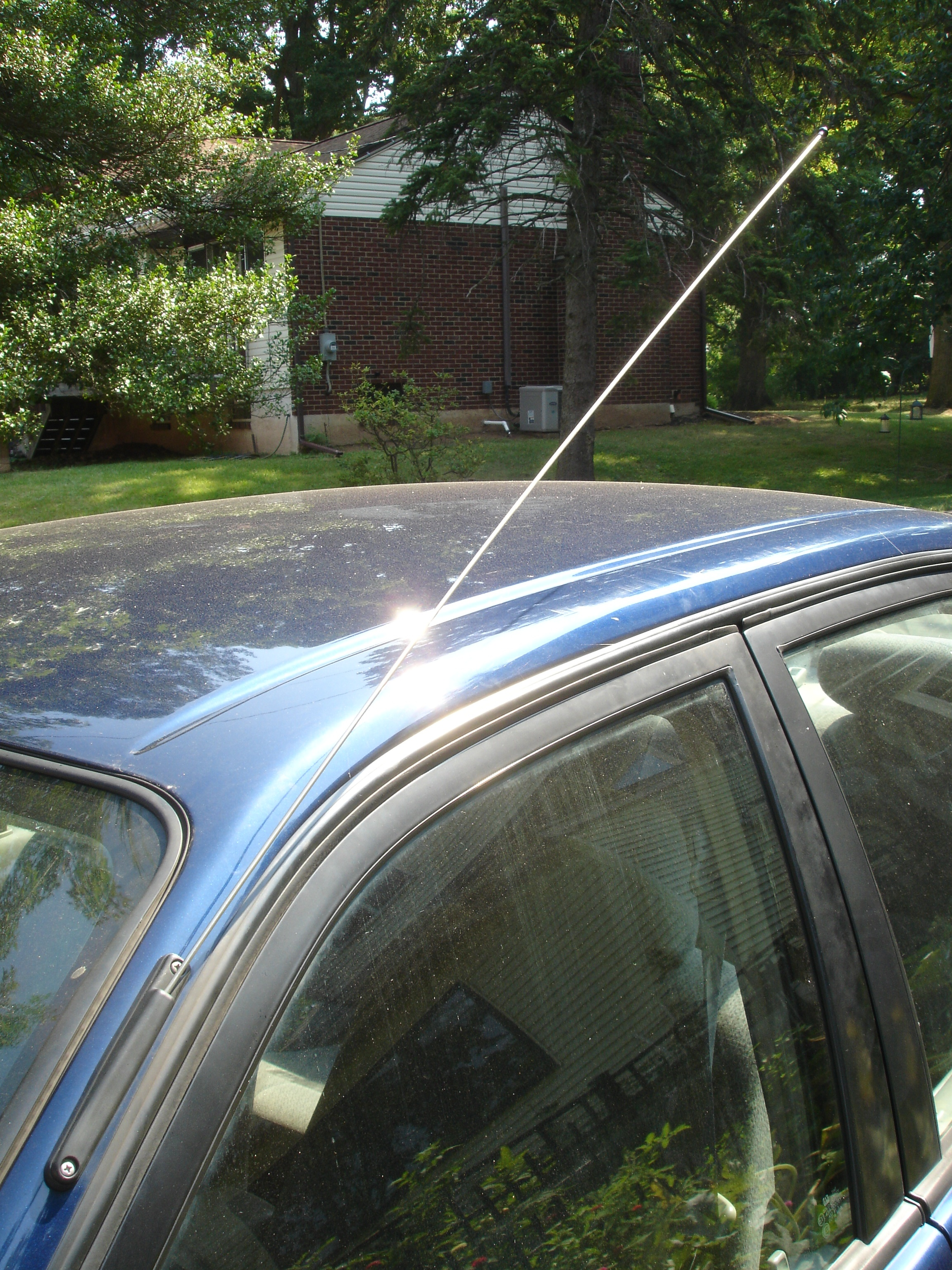
هوائي راديو السيارة.

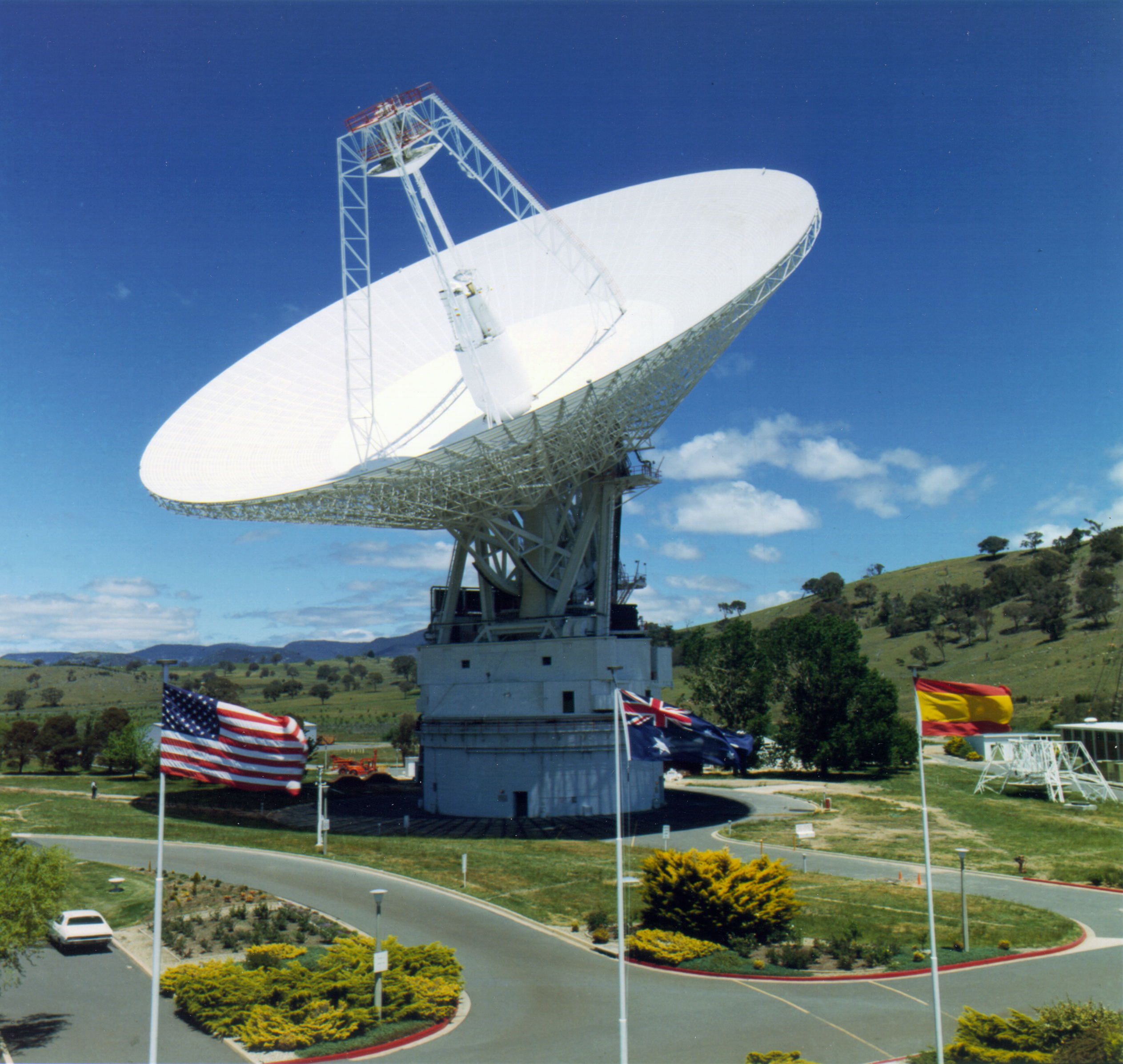
هوائي كبير في شكل قطع مكافيء يستخدم للاتصالات الفضائية.

الهوائي أو الدَّوْقَل أو المِشعار هو سلك يوصل بجهاز الإذاعة أو الاستقبال ثم يشد عادة إلى سارية فوق مكان عال لتقوية الصوت وتجليته. وهو أيضا محول الطاقة، فهو يحول طاقة الموجات الكهرومغناطيسية التي يصدرها هوائي محطة الإذاعة يتلقاها ويحولها إلى تيارات كهربائية. وهو مصمم لاستقبال تلك الموجات الكهرومغناطيسية. وبعبارة أخرى، تحول الهوائيات الموجات الكهرومغناطيسية إلى تيارات كهربائية، تضخم تلك التيارات في الراديو بواسطة مضخم إلكتروني ومنه تمر إلى مكبر صوت فيتحول إلى طاقة صوتية فنسمعه ونستمتع به.
من استخدامات الهوائيات هو البث الإذاعي وهناك يجري العكس: يتحول صوت المذيع في ميكروفون إلى تيارات كهربائية ضعيفة، وبعد تكبيرها على مراحل متعددة تذهب كتيارات قوية إلى هوائي محطة الإذاعة، وتتحول عليه إلى موجات كهرومغناطيسية. تنتشر تلك الموجات الكهرومغناطيسية في جميع الاتجاهات (إذا لم تكن موجهة إلى الشرق مثلا أو الغرب) ويستقبلها راديو السيارة كما تستقبلها مذياعاتنا في البيوت وتحولها إلى صوت.
تستخدم الهوائيات في نظم مثل البث الإذاعي والتلفزيوني، والاتصال اللاسلكي من نقطة إلى نقطة، وتستخدم في شبكات الكمبيوتر المحلية اللاسلكية، والرادار، واستكشاف الفضاء، وفي الاستشعار عن بعد.
والهوائيات أكثر استخداما في الجو أو في الفضاء الخارجي، ولكن يمكن أيضا أن تعمل تحت الماء، أو حتى من خلال التربة والصخور عند ترددات معينة لمسافات قصيرة.

## ارتفاع الهوائي

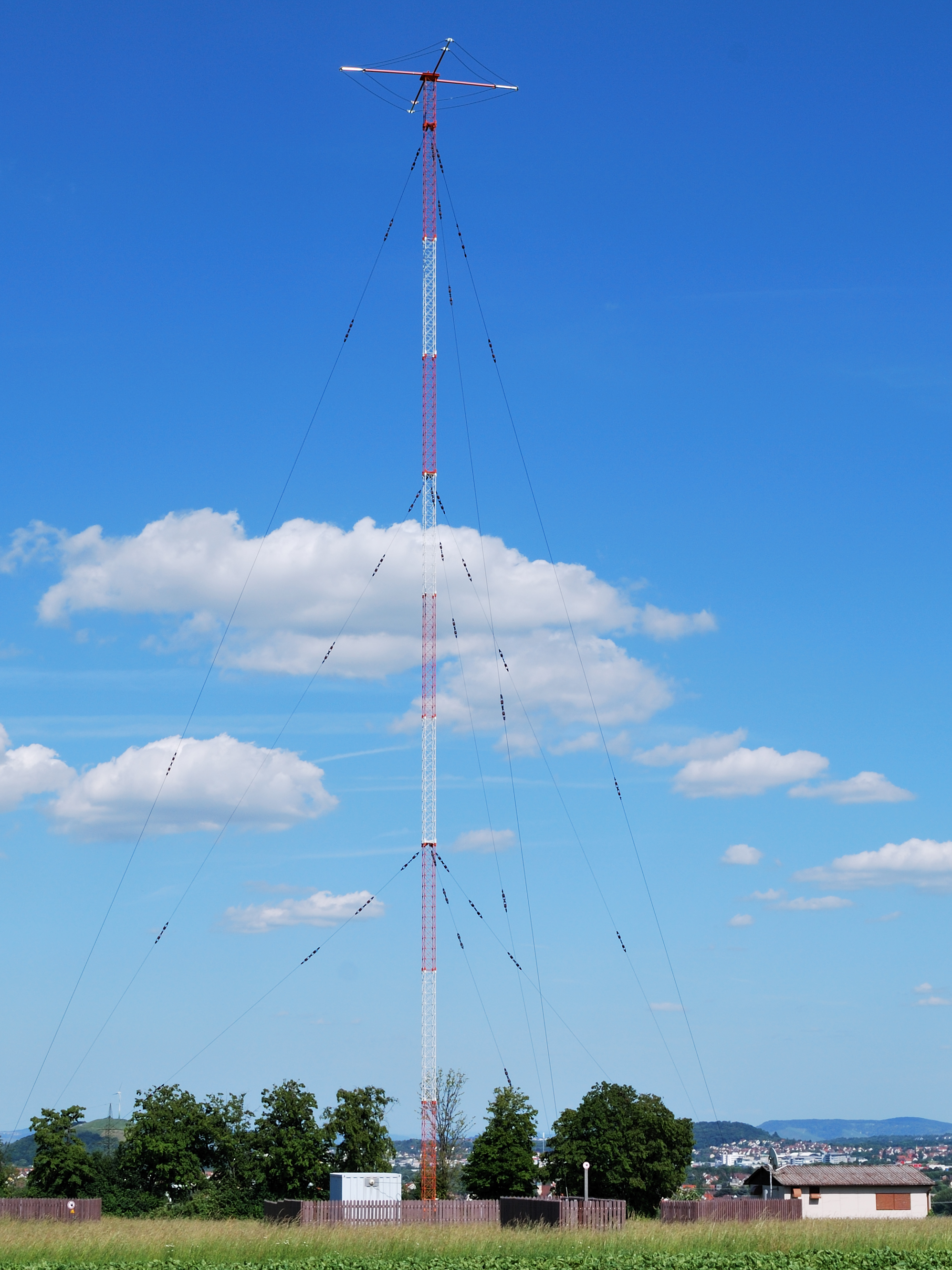
هوائي إرسال للموجات المتوسطة الطول، راديو AFN

يبلغ ارتفاع الهوائي نحو نصف طول الموجة الصادرة منه، وبالنسبة إلى الموجات القصيرة فقد يبلغ طول الهوائي عدة من طول الموجة. ويختلف طوله ما بين عدة مئات الأمتار للموجات الطويلة عند تردد 10 كيلوهيرتز إلى ما هو أقل من 1 مليمتر في حالة الترددات العالية التي قد تصل إلى 1 تيبرا هيرتز.

وللتحكم في اتجاه البث يمكن عمل منظومة من الهوائيات تقوم بذلك، كما يمكن استخدام هوائيات في شكل صينية مقعرة في هيئة قطع مكافىء. (يعمل الشكل المقعر للهوائي على تجميع الموجات الكهرومغناطيسية الساقطة عليه في بؤرة، وبذلك تزداد حساسية الهوائي وبصفة خاصة للإشارات الضعيفة القادمة من بعيد. هذا يشبه عمل المرآة المقعرة بالنسبة لتجميع الضوء في بؤرة.)

## التاريخ

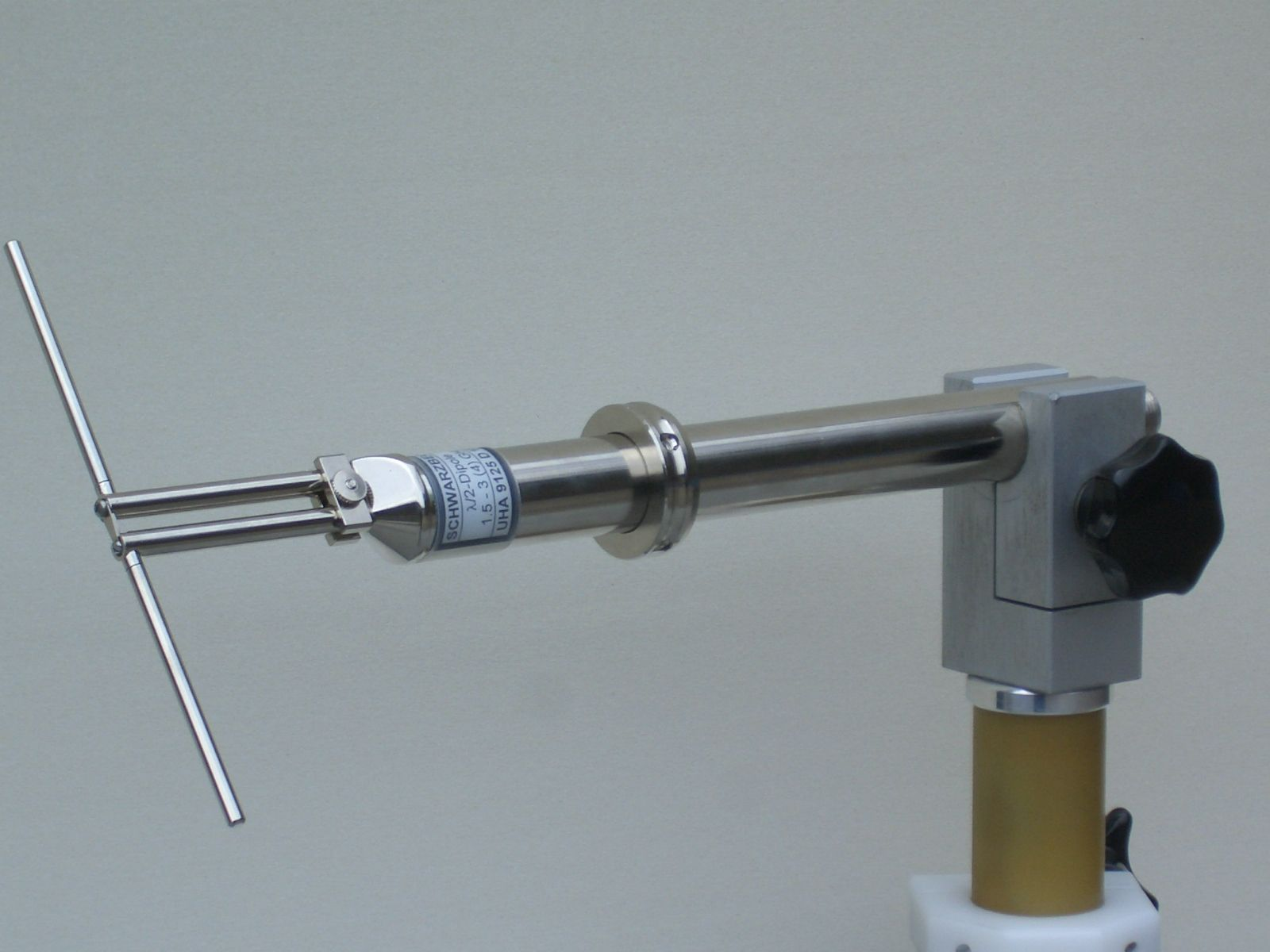
هوائي ثنائي أقطاب يصلح لاستقبال تردد 2 جيجاهيرتز.

يعود الهوائي المركب من عدة أسلاك إلى عالم الفيزياء الألماني هاينريش هيرتز حيث حاول إثبات ما تنبأت به الصياغة الرياضية التي أجراها الفيزيائي الإسكتلندي جيمس ماكسويل في عام 1886 . واستطاع هيرتز في 11 نوفمبر 1886 في تجربته الأولى باستقبال الموجات الكهرومغناطيسية الصادرة من مرسل صغير قام ببنائه واستقبلها بمستقبل قام بتصميمه مكون من اثنين مما يسمى ثنائي قطب هيرتز. 

ابتكر واستخدم الهوائيات هاينريش هيرتز (1857-1894) في عام 1888 لإثبات وجود الموجات الكهرومغناطيسية التي تنبأت بها نظرية «جيمس كلارك ماكسويل.» وضع هيرتز الباعث ثنائي القطب في نقطة محورية في عاكس معدني على شكل قطع مكافىء، ونشر عمله ورسوم التركيب في صحيفة Annalen der Physik und Chemie (عدد. 36، 1889).
وفي عام 1893 بدأ الفيزيائي الكرواتي نيكولا تسلا تجارب على رنانات كهربائية بسيطة تصدر ترددات عالية. واستطاع في عام 1896 في نيويورك استقبال الموجات الصادرة من جهاز في نيويورك بواسطة مستقبل على بعد 30 كيلومتر منه وكان جهاز البث يعمل بقدرة 2 ميجاهيرتز. وقام في يوم 2 سبتمبر 1897 بتسجيل اختراعين (No. 649.621 and 645.576) عن نقل الطاقة من دون أسلاك (لاسلكي).

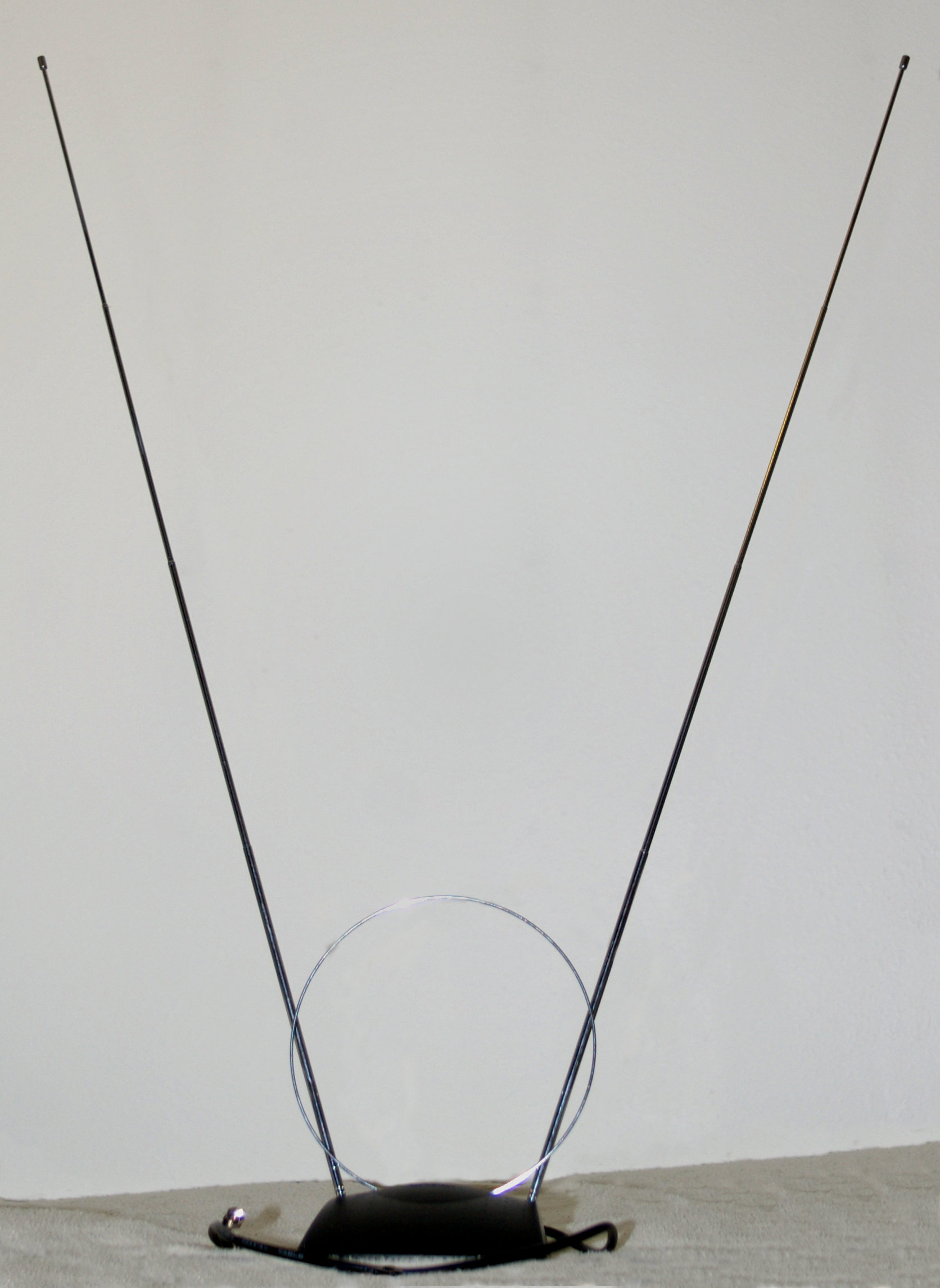
هوائي ثنائي أقطاب للاستقبال التلفزيوني.

ثم جاء العالم الإيطالي ماركوني وطور ما قام به «تسلا» في 10 مايو 1897 وأجرى تجربة أمام الناس، حيث أصدر إشارات لاسلكية (موجات كهرومغناطيسية) عبر قناة بريستول. واستخدم سلك معلق على عصا خشبية لأحد الخيمات، وكانت تسمى بالإيطالية 
l'antenna centrale ومنها اشتق كلمة Antenne .
ثم قام ماركوني في عام 1901 باستقبال موجات كهرومغناطيسة مرسلة من إيرلندا واستقبلها عبر المحيط الأطلسي في أمريكا، واستخدم لذلك هوائي مربع الشكل على ارتفاع 100 متر. وحصل ماركوني مع الفيزيائي فردناند براون على جائزة نوبل في الفيزياء في عام 1909 عن مجهوداتهم في تطوير التلغراف اللاسلكي.

## مبدأ عمله

الموجة الكهرومغناطيسية من الهوائي.المجال الكهربائي (ازرق) والمجال المغناطيسي (أحمر) وتنتشر الموجة هنا إلى اليمين. λ هي طول الموجة.

تتكون الموجات الكهرومغناطيسية من مجالين احدهما كهربائي والآخر مغناطيسي، مرتبطين بعضهما البعض وينتج المجال منهما الآخر وينتشران في الفراغ كموجة عرضية من دون فقد في طاقتهما. وتصف معادلات ماكسويل ظهور الموجات الكهرومغناطيسية في ظروف معينة. ولكن نكتفي في العادة بحساب الطاقة الصادرة بطرق حساب تقريبية. 

تكوين هوائي ثنائي الأقطاب λ/2 من دائرة رنينية

يصدر الهوائي مجالين كهربائي ومغناطيسي باستمرار. ويبين الرسم ما يصدر هوائي عبارة عن ثنائي أقطاب رنيني مثلما في حالة رنان مستحث ومكثف. تتكون بين الاموصلين مجالات (أزرق) وتنشأ على طول الموصلين مجالات مغناطيسية (دوائر حمراء). وتنتشر الحقول
بسرعة الضوء وهي مقترنة ببعضها البعض (قطر كرة الترابط λ/2). فإذا حدث رنين في الهوائي تكونت خطوط مجالات مغلقة، وينتج المجال الكهربائي المتغير خطوط مجاله المغناطيسي، وبالتالي ينتج المجال المغناطيسي المتغير خطوط مجال الكهربي. وتنتشر الموجات في الفراغ وتنفصل عن الهوائي بسرعة الضوء.
تنتج الموجات الكهروغناطيسية عمليا من مصدر مجال كهربائي أو مصدر مجال مغناطيسي يغذيه تيار متردد. ويتحدد تبعا لذلك طول الموجة الأساسي (الطول < λ/10) حيث:
- ثنائي أقطاب كهربائي (الشكل القضيبي).
- المجال المعناطيسي (الشكل الحلقي).

## الاستقطاب
استقطاب الهوائي هو اتجاه المجال الكهربائي [مستوى المجال E] لموجة راديوية بالنسبة لسطح الأرض وهو يعتمد على شكل الهوائي ووضعه بالنسبة للأرض. وليس له أي علاقة بالمصطلحات المعروفة «رأسي»، «أفقي» أو «حلقي». فإذا كان سلك الهوائي رأسيا يكون الاستقطاب واحدا ورأسيا ويختلف استقطابه إذا نصب أفقيا. وتستخدم مرشحات استقطاب الموجات الكهرومغناطيسية تعمل على تخفيض طاقة الموجة ذات استقطاب غير مرغوب فيه، وتسمح فقط بخروج الاستقطاب المرغوب.
ويؤثر انعكاس الموجة الكهرومغناطيسية على استقطابها. وبالنسبة لموجات الراديو فهي تنعكس على طبقة ايونوسفير ويتغير استقطابها في تلك الطبقة بطريقة عشوائية. ولكن تحتفظ الموجة الكهرومغناطيسية على اتجاه استقطابها خلال الاتصالات المباشرة (المستقبل يرى المرسل) فيتم الاستقبال على وجه أكمل عندما يكون استقطاب المستقبل هو نفس استقطاب المصدر. وقد تختلف شدة دي بي بمقدار عشرات القيم، وهي تفرق بين الاتصال الجيد والاتصال الذي تشوبه تقطعات. وهذا ما نلاحظه أحيانا في التلفزيون عندما يتقطع صوت المراسل من بلد بعيد.

## كفاءة الهوائي
تعرف كفاءة الهوائي على الإرسال بأنها حاصل قسمة القوة الكهربية الصادرة في جميع الاتجاهات إلى القوة الكهربائية الممتصة عند أطراف الهوائي. جزء القوة المغذية إلى طرفي الهوائي الذي لا يبث يتحول إلى حرارة. هذا يحدث عادة فيما يسمى «فاقد المقاومة» في سلك الهوائي، وقد يكون أيضا بسبب فاقد عازل أو فاقد في الجزء المغناطيسي للهوائي ومكوناته. هذا الفقد يفقد جزءا من القوة الكهربائية المغذية للهوائي مما يستدعي مرسلا أشد قوة لبث قوة معينة للإشارة المرسلة.
فعلى سبيل المثال، إذا أمددنا هوائي ب 100 واط وكانت كفاءتها 80% معنى هذا أنها ستبث 80 واط في هيئة موجات راديو، وتتحول فيها 20 واط إلى حرارة (وهذا هو جزء الجز الفاقد). ولكي نصدر أو نبث قوة 100 واط فلا بد من تغذية الهوائي بقوة 125 واط
مقاومة الفاقد هي «مقاومة النحاس» أي الجزء الحقيقي من الممانعة. تلك المقاومة تتكون من مجموع «مقاومة البث» Rr (بالإنجليزية:radiation resistance) و«مقاومة الفاقد» 
Rloss. إذا كان متوسط التيار I هو التيار الذي يغذي طرفي الهوائي فإن الهوائي يبث قوة كهربائية مقدارها I2Rr ويتحول جزء من القوة الكهربائية مقداره I2Rloss إلى حرارة لا نستفيد منها. وبناء على ذلك تكون كفاءة الهوائي {\displaystyle \eta _{\mathrm {A} }}:
= {\displaystyle \eta _{\mathrm {A} }}
(Rr / (Rr + Rloss
ونستطيع قياس المقاومة الكلية Rr + Rloss مباشرة.
أمثلة:
ممانعة السلك: Z = 50 Ω، فاقد المقاومة: Rloss = 2 Ω (فاقد ناجم عن تيارات دوامية)
- طول الهوائي / طول الموجة = 1/10, Rr = 4 Ω ← كفاءة الهوائي: 4/(2 + 4) = 67 %
- طول الهوائي / طول الموجة = 1/4, Rr = 36,6 Ω ← كفاءة الهوائي: 36,6/(2 + 36,6) = 95 %

كذلك بالنسبة إلى كفاءة هوائي استقبال، تقل قوة الهوائي المستفادة بنفس النسبة. وبالنسبة إلى الموجات القصيرة فقد تعرقل الأحوال الجوية أو الشوشرات التي من صنع الإنسان على كفاءة الهوائي. تلك الشوشرة تجعل نسبة الإشارة إلي الشوشرة ثابتة، بمعنى أن المضخم الإلكتروني في الراديو يرفع الصوت ولكن النسبة بين الإشارة والشوشرة تبقى ثابتة.
ومن حسن الحظ أن هوائي الموجات القصيرة لا يكون كبيرا في حجمه وتكون كفاءته صغيرة حيث أن مقاومة البث Rr فيه تكون صغيرة. وتستغل الراديوهات (بخلاف راديو السيارة) تلك الخاصية ويكون فيها هوائي عي شكل حلقي يصلح لاستقبال ذو كفاءة ضعيفة. فيكون استقبال موجات قصيرة بين (530–1650 kHz) رغما عن ضعف كفاءة الهوائي جيدا حيث أن المضخم الإلكتروني يعوض عن الكفاءة المنخفضة. بالعكس بالنسبة إلى هوائي الإرسال حيث الذي يبنى عاليا لبث نفس طول الموجة المستقبلة في الراديو، فتكون كل زيادة في ارتفاع الهوائي لرفع كفاءتها مقترنة دائما بتكلفة باهظة.
وفي حالة الموجات القصيرة جدا (ميكروويف) يهمنا النسبة بين قوة الإشارة إلى شوشرة المستقبل الناتجة عن الحرارة. ويفضل استخدام الهوائي الموجه لاستقبال الإشارات قوية مع عزل التداخلات التي تأتي من جميع الاتجاهات. في تلك الحالة لا تهمنا الكفاءة كثيرا، ويهمنا فقط «كسب الهوائي» المتجه فهو لا يعتمد على كفاءة الهوائي أو عدم كفاءته.

### البث الموجه

رسم بياني يوضح شدة بث هوائي اتجاهي من نوع Yagi-Uda-antenna.

الشكل البياني للبث الموجه يبين شدة الحقل للموجات الراديوية الصادرة من الهوائي عند زوايا مختلفة حوله. تلك التوزيعات تكون عادة مرسومة على ثلاثة محاور تبين شدة المجال بإحداثيات: الأمام، واليمين وإلى أعلى. من ضمنها شكل التوزيع الشكل لمتساوي للبث في جميع الاتجاهات نوهو توزيع كري الشكل حول الهوائي. بعض الهوائيات، مثل الهوائي القضيبي ذو قطب واحد والهوائي ذو قطبين تصدر الموجات الكهرومغناطيسية متساويا في جميع الاتجاهات مع انخفاض في القوة عند زوايا صغيرة وزوايا كبيرة بالنسبة للأفق ; فيكون بثها حول الهوائي إطاري الشكل omnidirectional pattern.
ونختار أحيانا بثا موجها يشتد في اتجاه معين في الإذاعة الموجهة فيكون البث أشد مايمكن في اتجاه معين، وتوجد حوله أماكن تقل فيها شدة البث وقد تصل شدته إلى الصفر.
يحدث ذلك لأن الموجات الراديوية الصادرة من مختلف أجزاء الهوائي تتداخل متسببة في حدوث شدة عظمى عند زوايا تصلها الموجات الكهرومغناطيسية في نفس الطور، وتكون شدتها صفرا عند زوايا تصلها الموجات الكهرومغناطيسية خارجة عن الطور.
تصمم الهوائيات المتجهة خصيصا للبث في اتجاه نريده main lobe، ويكون توزيع الطاقة المنبثة أقصى ما يمكن في هذا الاتجاه عنه بالنسبة للاتجاهات الأخرى. والاتجاهات الأخرى تكون غير مرغوب فيها وتسمى الاتجاهات الفرعية sidelobe.

## اقرأ أيضًا
- هوائي حرف تي
- هوائي قفصي
- هوائي حلقي
- هوائي فيريت
- حوض تأريض
- المستقبل في نظام الملاحة (الأقمار الصناعية)
- هوائي خلية اتصال